# Salicornia
Salicornia là chi thực vật có hoa mọng nước, halophyte (chịu mặn) trong họ Dền (Amaranthaceae) mọc ở đầm lầy muối, bãi biển và rừng ngập mặn. Các loài Salicornia có nguồn gốc từ Bắc Mỹ, Châu Âu, Nam Phi và Nam Á.
Các tên thông thường của chi này bao gồm măng tây biển và samphire.

## Mô tả

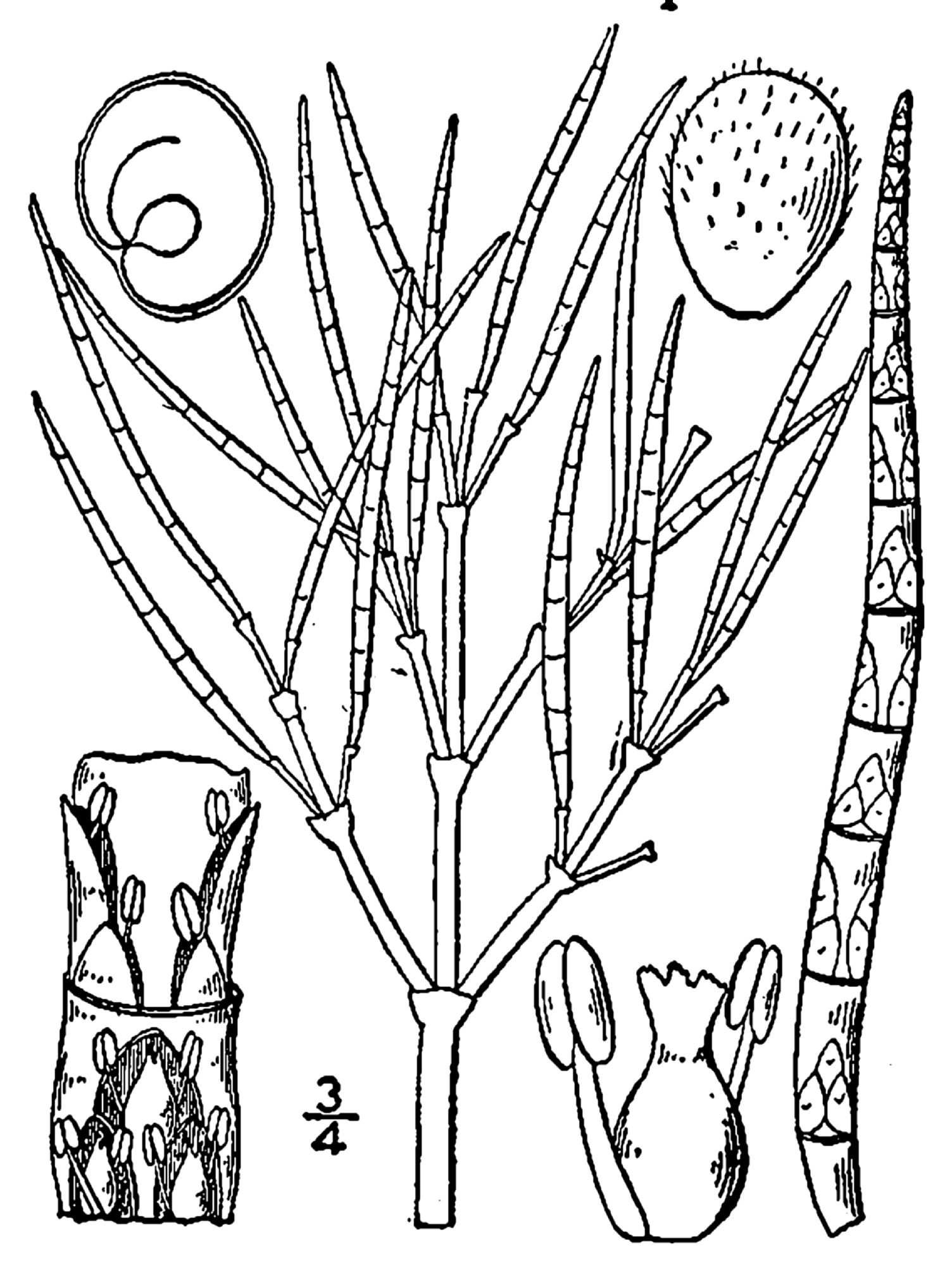
Hình minh họa của Salicornia maritima

Các loài Salicornia là loại thảo mộc nhỏ hàng năm. Chúng mọc từ bò đến thẳng, thân đơn hoặc phân nhánh mọng nước, không lông và có các khớp nối. Các lá đối diện bị giảm mạnh thành vảy thịt nhỏ với mép khô hẹp, không có lông, không có kim và liên kết với nhau ở phần gốc, do đó bao bọc và tạo thành một bẹ mọng nước xung quanh thân, làm cho nó trông như bao gồm các đoạn nối với nhau. :522  Nhiều loài có màu xanh lá cây, nhưng tán lá chuyển sang màu đỏ vào mùa thu. Thân già hơn có thể hơi hóa gỗ ở gốc.
Tất cả các thân cây đều kết thúc trong các cụm hoa hình kim. Hoa được xếp thành hình tam giác, cả hoa bên ở bên dưới hoa trung tâm. Các hoa lưỡng tính ít nhiều đối xứng tròn.
Giống như hầu hết các thành viên của phân họ Salicornioideae, các loài Salicornia sử dụng con đường cố định carbon C3 để hấp thụ carbon dioxide từ bầu khí quyển xung quanh.

## Phân bố và sinh cảnh

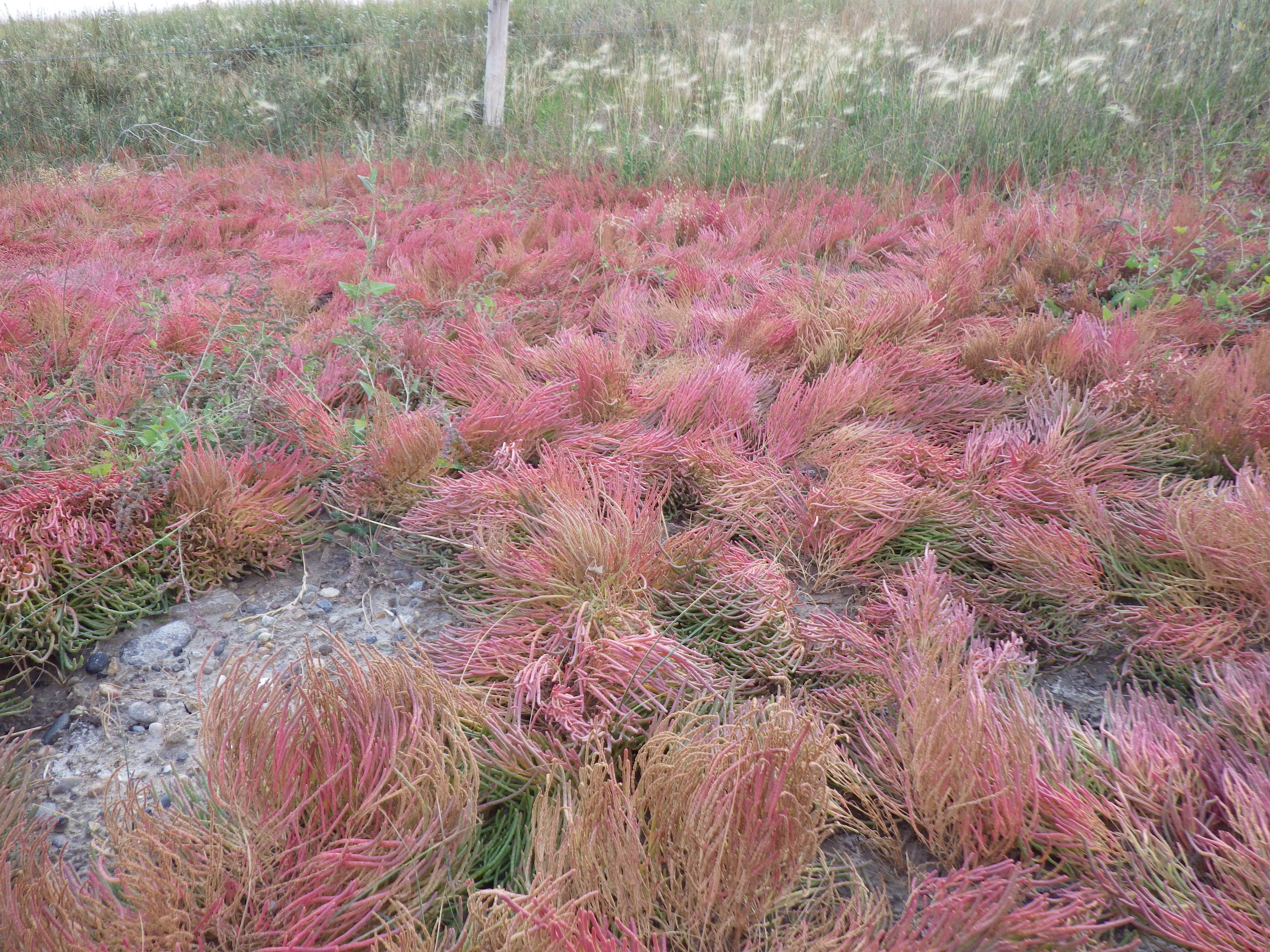
Salicornia rubra ở môi trường sống sâu trong đất liền

Các loài Salicornia phân bố rộng rãi trên Bắc bán cầu và miền nam châu Phi, trải dài từ các vùng cận nhiệt đới đến cận Bắc Cực. Có một loài hiện diện ở New Zealand  nhưng chi này không có ở Nam Mỹ và Úc.
Salicornia phát triển trong các đầm lầy muối ven biển và trong các môi trường sống mặn trong đất liền như bờ hồ muối. Các loài Salicornia là loài chịu mặn và nói chung có thể chịu được ngâm trong nước muối (hygrohalophytes).

## Sinh thái học
Các loài Salicornia được tiêu thụ bởi ấu trùng của một số loài Lepidoptera, bao gồm cả bộ Coleophora case-bearers C. atriplicis và C. salicorniae (loài sau này chỉ ăn Salicornia spp.).

## Phát sinh loài
Chi này có lẽ có nguồn gốc từ thời Miocen ở khu vực giữa lưu vực Địa Trung Hải và Trung Á. Phát triển từ trong chi Sarcocornia lâu năm và nhạy cảm với sương giá, Salicornia giao phối cận huyết hàng năm và chịu được sương giá đã đa dạng hóa trong suốt Pliocen muộn đến Pleistocen sớm. Do các sự kiện phân tán xuyên lục địa, chúng đã đến miền nam châu Phi hai lần, Bắc Mỹ ít nhất ba lần. Hai dòng tứ bội mở rộng nhanh chóng, với khả năng sinh sống ở đai thấp hơn của các đầm muối hơn họ hàng lưỡng bội của chúng. Giao phối cận huyết và cách ly địa lý dẫn đến một số lượng lớn các loài cách ly sinh sản chỉ phân hóa ít.

## Hệ thống học

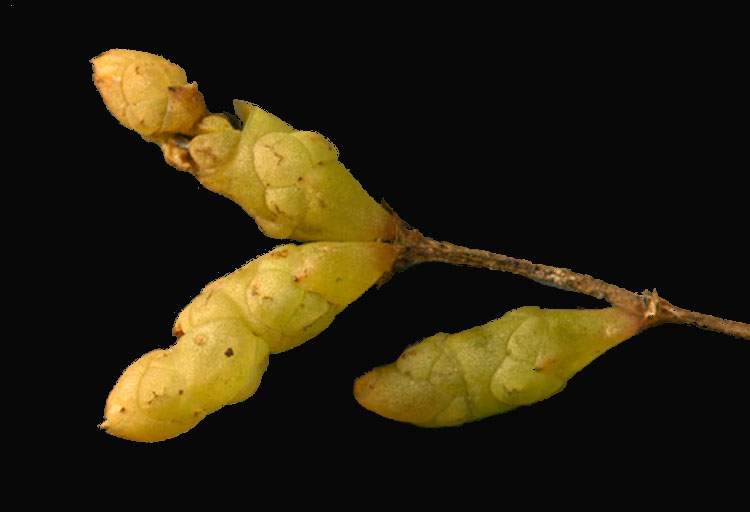
Salicornia bigelovii

Chi Salicornia lần đầu tiên được mô tả vào năm 1753 bởi Carl Linnaeus. Salicornia europaea đã được chọn là loài điển hình.
Việc phân loại phân loại của chi này là vô cùng khó khăn (và đã được gọi là "cơn ác mộng phân loại"), việc xác định loài dường như gần như không thể đối với những người không chuyên. Nguyên nhân của là do giảm sút thói quen với sự phân hóa hình thái yếu và sự biến đổi kiểu hình cao. Vì các cây mọng nước bị mất đi các đặc tính khi phơi khô, các mẫu vật cây cỏ thường không thể xác định chắc chắn và ít thích hợp cho các nghiên cứu phân loại học.
Dựa trên nghiên cứu di truyền phân tử (Kadereit và cộng sự 2007, 2012), Salicornia bao gồm các loài sau:
Ở Âu-Á:
- Salicornia europaea, với hai loài khó phân biệt:
  - Salicornia europaea L., với ba phân loài
    - Salicornia europaea subsp. europaea, dọc theo các bờ biển từ nam Tây Ban Nha đến bắc Scandinavia
    - Salicornia europaea subsp. disarticulata (Rêu) Lambinon & Vanderpoorten, bờ biển Đại Tây Dương của Brittany, Hà Lan và miền nam nước Anh.
    - Salicornia europaea subsp. × marshallii Lambinon & Vanderpoorten, con lai của cả hai phân loài cũ, bờ biển Đại Tây Dương của Brittany và Hà Lan

  - Salicornia cây lâu năm Willd. (Syn. Salicornia prostrata Pallas), với hai phân loài:
    - Salicornia perennans subsp. cây lâu năm, với sự phân bố rộng rãi theo địa trung hải - lục địa, từ Bắc Phi và khu vực Địa Trung Hải đến Biển Baltic và Biển Trắng (xuất hiện cục bộ tại các bờ biển Đại Tây Dương và Biển Bắc), ở châu Á đến Yakutsk (Siberia), Nhật Bản và Bán đảo Triều Tiên.
    - Salicornia perennans subsp. altaica (Lomon. ) G. Kadereit & Piirainen, đặc hữu của dãy núi Altai (Nga, Mông Cổ)
- Nhóm loài Salicornia procumbens:
  - Salicornia procumbens Sm., với bốn phân loài:
    - Salicornia procumbens subsp. procumbens, phân bố rộng rãi dọc theo bờ biển Địa Trung Hải và Đại Tây Dương từ Maroc đến Scandinavia, xuất hiện trong đất liền ở Thổ Nhĩ Kỳ và Ukraine.
    - Salicornia procumbens subsp. freitagii (Yaprak & Yardakulol) G. Kadereit & Piirainen, loài đặc hữu của Thổ Nhĩ Kỳ (Anatolia).
    - Salicornia procumbens subsp. pojarkovae (Semenova) G. Kadereit & Piirainen, các bờ biển của Biển Trắng (Nga) và Biển Barents (Na Uy).
    - Salicornia procumbens subsp. heterantha (SS Beer & Demina) G. Kadereit & Piirainen, loài đặc hữu ở đông nam châu Âu Nga (Rostov Oblast).

  - Salicornia persica Akhani, với hai phân loài:
    - Salicornia persica subsp. persica, ở Iran
    - Salicornia persica subsp. iranica (Akhani) G. Kadereit & Piirainen, ở Iran, và có thể ở đông Địa Trung Hải và Tây Nam Á.

Ở Bắc Mỹ:
- Salicornia maritima SLWolff & Jefferies, Hồ thủy tinh mảnh mai, bờ biển đông nam Canada, đông bắc Hoa Kỳ, nam Alaska. (được chứng minh là giống hệt về mặt di truyền với Salicornia europaea [9])
- Salicornia bigelovii Torrey, Dwarf glasswort, Vịnh Mexico, các bờ biển Đại Tây Dương đến Maine, nam California.
- Salicornia rubra A.Nelson, môi trường sống trong đất liền mặn của miền trung Hoa Kỳ và Canada.

Ở Châu Phi:
- Salicornia praecox A.Chev., miền tây Senegal
- Salicornia senegalensis A.Chev., miền tây Senegal
- Salicornia perrieri A.Chev., Các bờ biển Đông Phi từ Mozambique đến KwaZulu-Natal, Madagascar, có thể ở Tanzania và Zanzibar
- Salicornia pachystachya Bunge ex Ungern-Sternb., Bờ biển Đông Phi từ miền nam Kenya đến KwaZulu-Natal, Madagascar
- Bờ biển Salicornia meyeriana Moss, Nam Phi từ Vanrhynsdorp đến Durban
- Salicornia uniflora Toelken, tây nam Namibia (Lüderitz) và tây bắc Nam Phi (Darling)

Ở Nam Á:
- Salicornia Brachiata Roxb., Umari keerai, bờ biển Ceylon và từ Đông Ấn Độ đến Bengal.

## Ẩm thực
Salicornia europaea có thể ăn được, chín hoặc sống, cũng như S. rubra và S. depressa. Ở Anh, S. europaea là một trong một số loài thực vật được gọi là samphire.
Samphire thường được nấu chín, hấp hoặc nướng trong lò vi sóng, sau đó được phủ trong bơ hoặc dầu ô-liu. Do hàm lượng muối cao, nó phải được nấu chín mà không thêm muối, trong nhiều nước. Nó có một lõi cứng và nhiều sợi, và sau khi nấu chín, phần thịt ăn được sẽ được rút ra khỏi lõi. Phần thịt này sau khi nấu chín, có màu giống rong biển, hương vị và kết cấu giống như thân rau bina non hoặc măng tây. Samphire thường được sử dụng làm vật đi kèm thích hợp cho cá hoặc hải sản.
Ở Hawai'i nó thường được chần và dùng làm lớp trên cho món salad hoặc ăn kèm với cá.
Hạt của S. bigelovii tạo ra một loại dầu ăn ăn được. Khả năng ăn được của S. bigelovii bị ảnh hưởng phần nào vì nó chứa saponin, chất độc trong một số điều kiện nhất định.
Umari keerai được nấu chín và ăn hoặc ngâm. Nó cũng được sử dụng làm thức ăn cho gia súc, cừu và dê. Ở Sri Lanka, nó được dùng để nuôi lừa.
Ở bờ biển phía đông của Canada, salicornia là một món ăn ngon của địa phương. Ở Hoa Kỳ, chúng được gọi là đậu biển khi được sử dụng cho mục đích ẩm thực.
Tại Ấn Độ, các nhà nghiên cứu tại Viện Nghiên cứu Hóa chất Biển và Muối Trung ương đã phát triển một quy trình để sản xuất muối ẩm thực từ Salicornia Brachiata. Sản phẩm thu được được gọi là muối thực vật và được bán dưới tên thương hiệu Saloni.

## Nghiên cứu dược lý
Tại Hàn Quốc, Tập đoàn Phyto đã phát triển công nghệ chiết xuất muối natri thấp từ cây Salicornia europaea, một loại cây tích tụ muối. Công ty tuyên bố muối thực vật có nguồn gốc tự nhiên có hiệu quả trong việc điều trị huyết áp cao và bệnh gan nhiễm mỡ bằng cách giảm lượng natri. Họ cũng phát triển một loại bột Salicornia khử muối có chứa polyphenol chống oxy hóa và antithrombus, được tuyên bố là có hiệu quả trong việc điều trị béo phì và xơ cứng động mạch, cũng như cung cấp một phương tiện giúp giải quyết tình trạng thiếu lương thực toàn cầu.

## Sử dụng trong công nghiệp

### Lịch sử

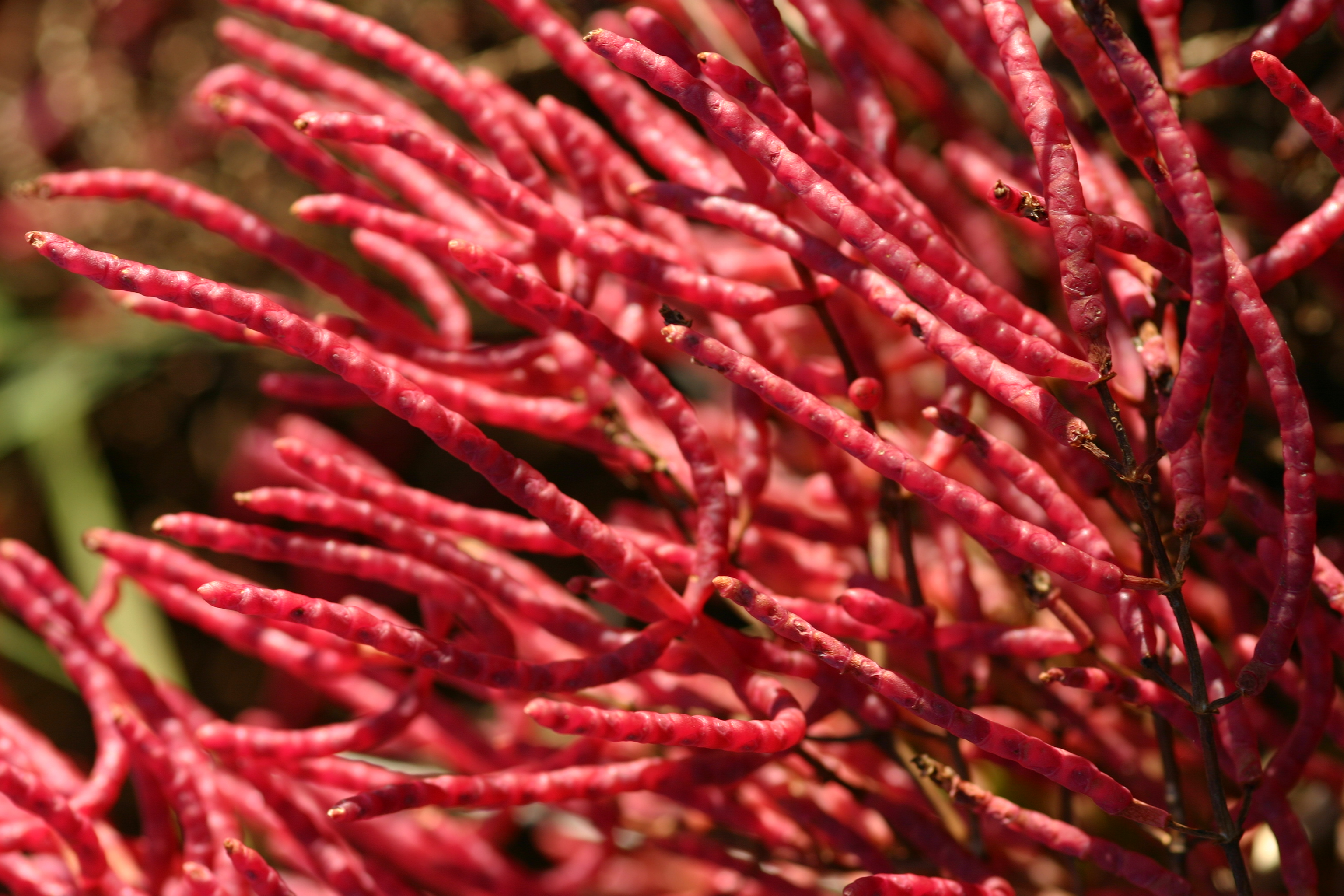
Salicornia virginica

Tro của măng tây biển, saltwort và của tảo bẹ được dùng từ lâu như một nguồn cung cấp tro soda (chủ yếu là natri cacbonat) cho sản xuất thủy tinh và xà phòng. Sự ra đời của quy trình LeBlanc để sản xuất tro soda trong công nghiệp đã thay thế việc sử dụng các nguồn thực vật vào nửa đầu thế kỷ 19.
Umari keerai được sử dụng làm nguyên liệu thô trong các nhà máy sản xuất giấy và bìa.

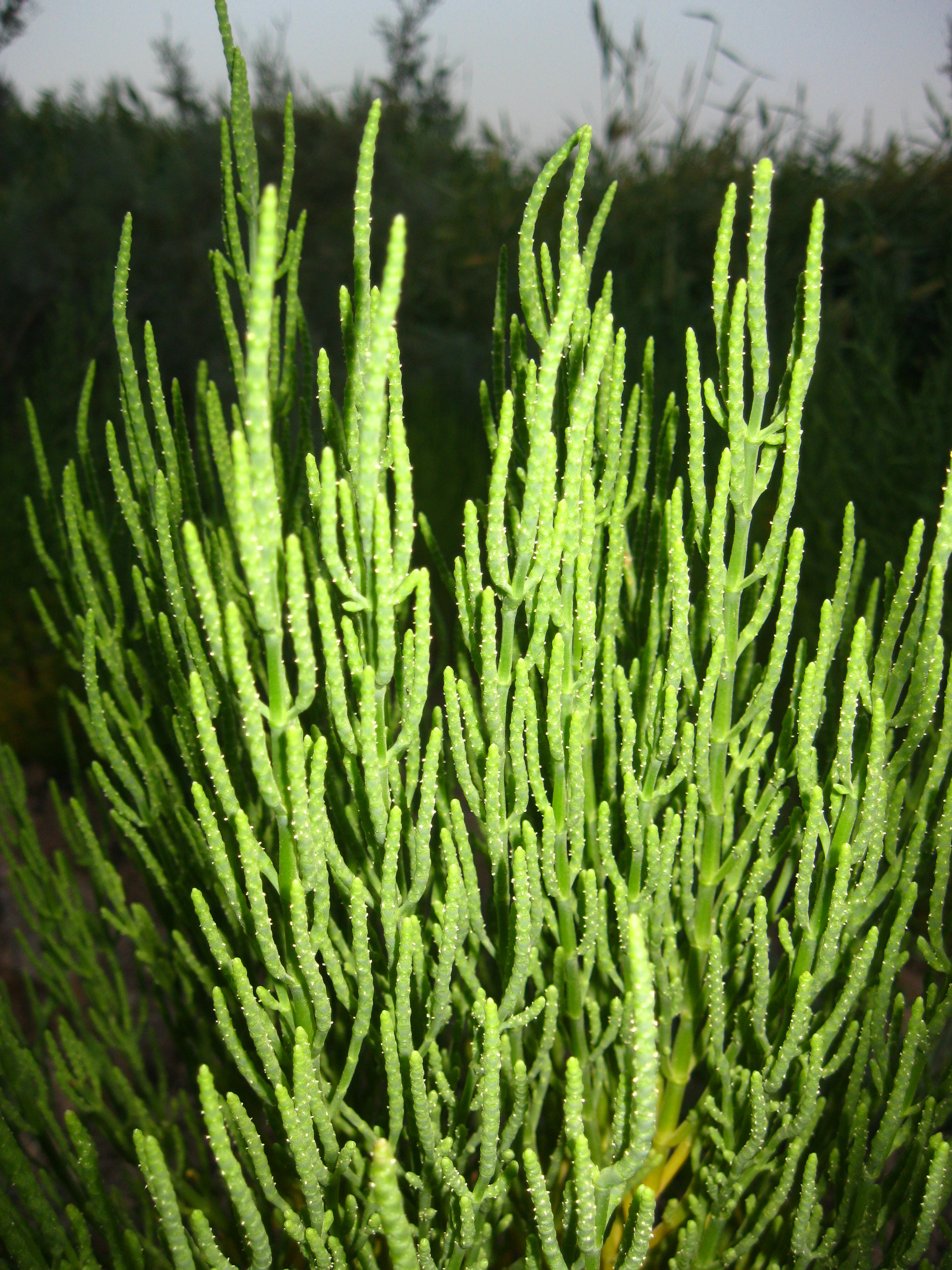
Salicornia europaea

### Ngày nay
Vì Salicornia bigelovii có thể được trồng bằng nước mặn và hạt của nó chứa hàm lượng dầu không bão hòa cao (30 wt. %, chủ yếu là axit linoleic) và protein (35 wt. %), nó có thể được sử dụng để sản xuất thức ăn chăn nuôi và làm nhiên liệu sinh học trên đất ven biển, nơi không thể trồng các loại cây thông thường. Thêm phân bón gốc nitơ vào nước biển dường như làm tăng tốc độ phát triển và chiều cao cuối cùng của cây, và nước thải từ nuôi trồng thủy sản biển (ví dụ như nuôi tôm) được đề xuất sử dụng cho mục đích này.
Các cánh đồng thử nghiệm Salicornia đã được trồng ở Ras al-Zawr (Ả Rập Xê Út), Eritrea (đông bắc châu Phi) và Sonora (tây bắc Mexico)  nhằm sản xuất dầu diesel sinh học. Công ty chịu trách nhiệm về thí nghiệm ở Sonora (Global Seawater Lưu trữ ngày 28 tháng 5 năm 2018 tại Wayback Machine) tuyên bố từ 225 đến 250 gallon dầu diesel sinh học BQ-9000 có thể được sản xuất trên mỗi ha salicornia, và đang xúc tiến kế hoạch 35 triệu đô la để tạo ra trang trại salicornia rộng 49 km2 ở Bahia de Kino.
Thân và rễ của cây Salicornia Brachiata có hàm lượng xenlulo cao (khoảng 30 wt. %), trong khi các đầu thân mềm có hàm lượng xenluloza thấp (9,2 wt. %). Salicornia Brachiata chứa nhiều rhamnose, arabinose, mannose, galactose và glucose, ngoài ra có một ít ribose và xylose.
Việt Nam là một chịu ảnh hưởng nặng nề của nước biển dâng. Salicornia có thể đóng góp vào việc lọc mặn, tận dụng đất nhiễm mặn. Việc nghiên cứu ứng dụng măng tây biển vào thích ứng biển đổi khí hậu hiện mới ở giai đoạn sơ khai.

## Xử lý môi trường
Salicornia được sử dụng trong để khử độc đất. Nó có hiệu quả cao trong việc loại bỏ selen khỏi đất, được cây hấp thụ và sau đó được giải phóng vào khí quyển để phân tán theo gió. Salicornia bigelovii được phát hiện có tỷ lệ bay hơi trung bình cao hơn 10-100 lần so với các loài khác.
 

## Hình ảnh

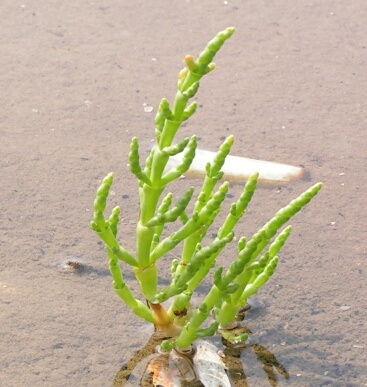
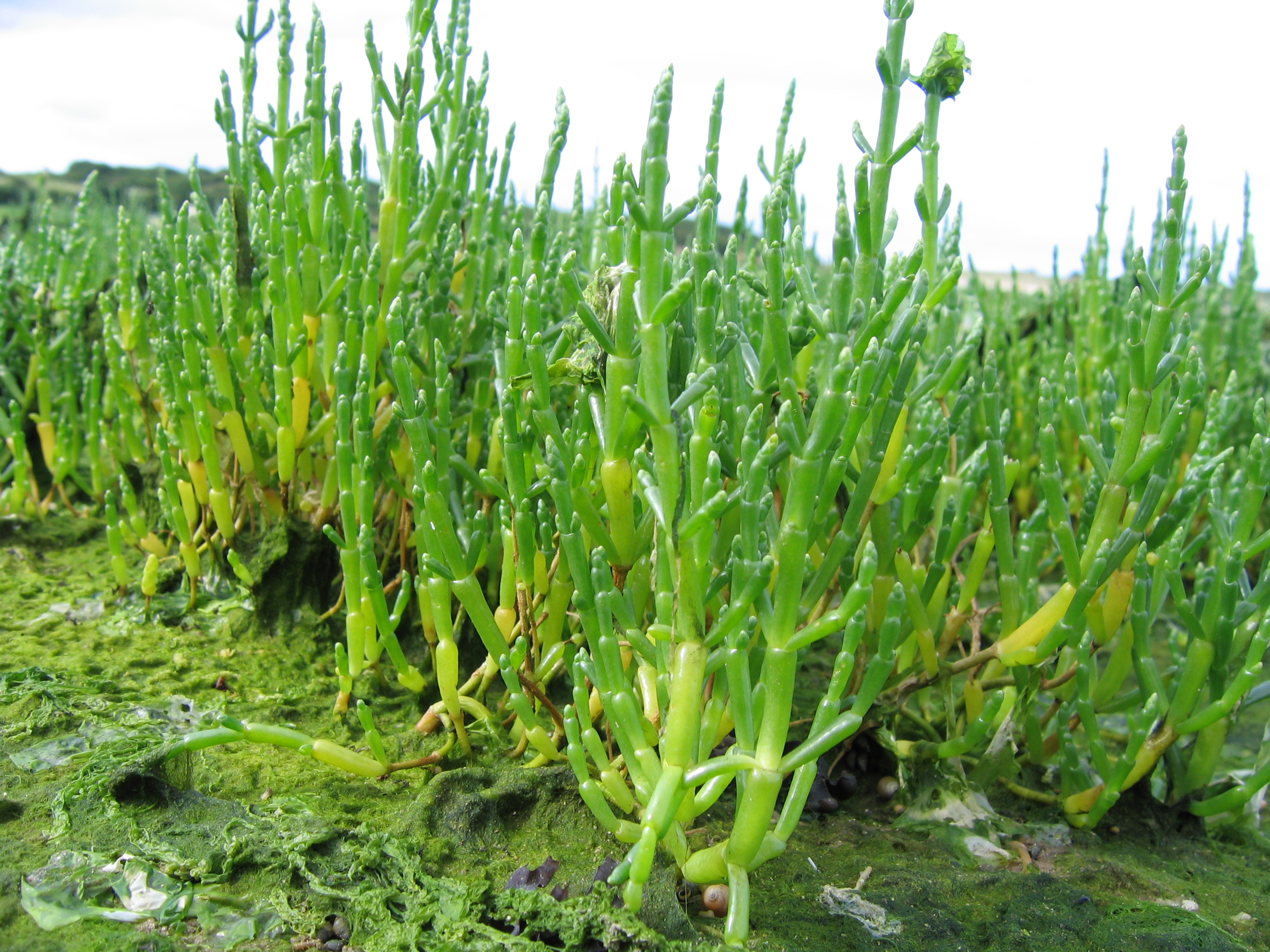
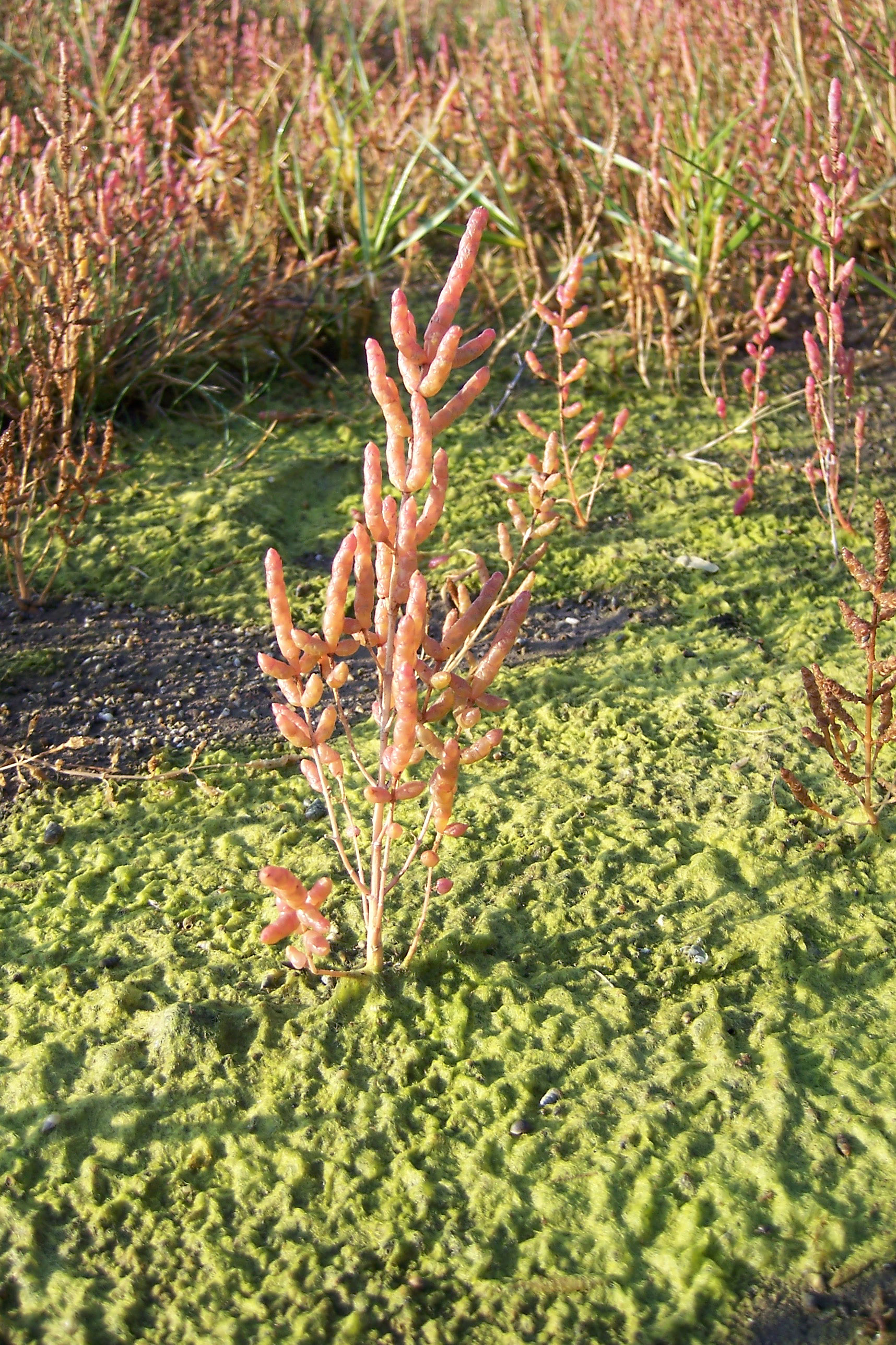